# Юсуф Озтюрк
Юсуф Озтюрк (тур. Yusuf Öztürk; нар. 1 серпня 1973) — турецький боксер, призер чемпіонату Європи.

## Спортивна кар'єра
1994 року на Іграх доброї волі в Санкт-Петербурзі Озтюрк провів лише один бій, в якому програв Бенджаміну Макдовеллу (США), і отримав бронзову медаль.
На чемпіонаті Європи 1996 Юсуф Озтюрк завоював бронзову медаль.
- В 1/8 фіналу переміг Джеймса Бренча (Англія) — 11-2
- В чвертьфіналі переміг Томаса Ульріха (Німеччина) — 15-10
- В півфіналі програв Жан-Луї Мандену (Франція) — 6-7

На Олімпійських іграх 1996 програв в першому бою П'єтро Ауріно (Італія) — 7-15.
На чемпіонаті світу 1997 після перемог над Стіпе Дрвіш (Хорватія) та Олексієм Трофімовим (Україна) Озтюрк в чвертьфіналі програв Ісаелю Альваресу (Куба) — 1-13.
На чемпіонатах Європи 1998 та світу 1999 вибував з боротьби вже після першого бою.